# Dennis Braunsdorf
Dennis Braunsdorf (* 16. August 1988 in Heerlen) ist ein deutsch-niederländischer Komponist für Film- und Reklamemusik und Forscher im Bereich der Musiktechnologie.

## Leben
Geboren in Heeren (NL), aufgewachsen in Aachen, erwarb Braunsdorf 2008 sein Abitur am Couven-Gymnasium.
Im Jahr 2009 wurde er für den Studiengang Komposition und Musikproduktion an der University of the Arts in Utrecht zugelassen.
Dort erhielt er 2013 einen Bachelor of Music with honours. Im selben Jahr war er auch Student an der Open University of England, wo er mit einem Master of Arts abschloss. 2015 erwarb Braunsdorf einen Master of Music an der University of the Arts in Utrecht. Im Jahr 2021 erwarb Braunsdorf seinen Doktortitel an der Bournemouth University in England.
Schon während seines Studiums war Braunsdorf unter anderem aktiv als Musikproduzent für Hans van Hemert. 2012 war er als Komponist tätig für Massive Music in Shanghai und assistierte der Filmkomponistin Jessica de Rooij bei deutschen TV-Serien in Berlin.
Im Jahr 2013 war Braunsdorf Teil eines 16-köpfigen Musikprojektes, das unter der Leitung der Komponisten Bob Zimmerman und Loek Dikker stand. Ziel des Projektes war die Neuvertonung des französischen Stummfilms L’inhumaine. Die Musik wurde live vom Metropole Orkest in Amsterdam und Rotterdam gespielt.
Seit dem Jahr 2016 komponiert Braunsdorf für den Betrieb 'The Solos B.V.' Trailermusik für große Hollywood-Filmproduktionen. Zusammen mit Paul Deetman wurde Braunsdorf für seine Musik für die Alien Convenant Kampagne mit dem Buma Award nominiert.
Braunsdorf gründete im Jahr 2016 den audio technologischen Betrieb Prolody B.V. Im Oktober 2017 veröffentlichte Prolody in Zusammenarbeit mit dem niederländischen DJ-Duo Sick Individuals ein audio plug-in für die Bearbeitung von musikalischen Klängen.
Braunsdorf ist wohnhaft in Amsterdam.

## Auszeichnungen
- 2007: Auszeichnung 3. Preis Jugend Komponiert[12]
- 2008: Gewinner Com.Mit Award von RTL[13][14]
- 2013: Nominierung Peer.Raben Music Award in Köln[15]
- 2013: Nominierung HKU Award in Utrecht
- 2014: Gewinner Buma Music in Motion Award in Amsterdam[16][17][18][19][20]
- 2014: Nominierung Peer.Raben Music Award in Köln[21]
- 2015: Nominierung HKU Award in Utrecht[22]
- 2015: Gewinner Start-up Wettbewerb Media Park mit Prolody[23]
- 2018 Nominierung Buma Award in Amsterdam[24]

## Filmografie (Auswahl)
- 2011: Isis
- 2011: Milkhare
- 2012: Comando Maria

- 2012: Yim & Yoyo
- 2013: Jack
- 2013: Rood
- 2013: L’inhumaine
- 2014: Between you and me
- 2015: Over There
- 2015: Dos Santos
- 2016: Onderbeds
- 2017 Janice Holmes